# Onthophagus lanista
Onthophagus lanista är en skalbaggsart som beskrevs av François Louis Nompar de Caumont de Laporte 1840. Onthophagus lanista ingår i släktet Onthophagus och familjen bladhorningar. Inga underarter finns listade i Catalogue of Life.